# Brigitte Evanno
Brigitte Evanno (12 de septiembre de 1952) es una deportista francesa que compitió en taekwondo. Ganó una medalla de bronce en el Campeonato Mundial de Taekwondo de 1987 y tres medallas en el Campeonato Europeo de Taekwondo entre los años 1982 y 1986.

## Palmarés internacional
| Campeonato Mundial | Campeonato Mundial | Campeonato Mundial | Campeonato Mundial |
| Año                | Lugar              | Medalla            | Categoría          |
| ------------------ | ------------------ | ------------------ | ------------------ |
| 1987               | Barcelona (España) | Medalla de bronce  | –60 kg             |
| Campeonato Europeo |                    |                    |                    |
| Año                | Lugar              | Medalla            | Categoría          |
| 1982               | Roma (Italia)      | Medalla de oro     | –57 kg             |
| 1984               | Stuttgart (RFA)    | Medalla de bronce  | –56 kg             |
| 1986               | Seefeld (Austria)  | Medalla de oro     | –60 kg             |